# 諾福克州立大學
諾福克州立大學（Norfolk State University，縮寫：NSU），是位於美國弗吉尼亞州諾福克的一所州立大學、傳統黑人大學。2015年《美國新聞與世界報道》將其列在“傳統黑人大學”中的第34位。
1935年9月18日創立時是弗吉尼亞聯合大學的一個分校區，1942年獨立。 現因財政問題和管理不當而遭到南方學院和學校協會的警告。

## 外部連結
- 官方网站
- Official athletics website（页面存档备份，存于）